# Sacramentum caritatis
Sacramentum caritatis, in italiano Il sacramento della carità è la prima esortazione apostolica post-sinodale di papa Benedetto XVI, promulgata il 22 febbraio 2007, ricorrenza della festa della Cattedra di San Pietro Apostolo. È conseguente alla XI assemblea generale ordinaria del Sinodo dei vescovi, tenutasi a Roma dal 2 al 23 ottobre 2005, dal titolo L'Eucaristia: fonte e culmine della vita e della missione della Chiesa.

## Suddivisione del testo
Introduzione
1. Eucaristia, mistero da credere
- Santissima Trinità ed Eucaristia
- Eucaristia: Gesù vero Agnello immolato
- Lo Spirito Santo e l'Eucaristia
- Eucaristia e Chiesa
- Eucaristia e Sacramenti
- Eucaristia ed Escatologia
- L'Eucaristia e la Vergine Maria

2. Eucaristia, mistero da celebrare
- La Celebrazione eucaristica opera del «Christus totus»
- Ars celebrandi
- La struttura della celebrazione eucaristica
- Actuosa participatio
- La celebrazione interiormente partecipata
- Adorazione e pietà eucaristica

3. Eucaristia, mistero da vivere
- Forma eucaristica della vita cristiana
- Eucaristia, mistero da annunciare
- Eucaristia, mistero da offrire al mondo

Conclusione